# Deutsche Stiftung für Engagement und Ehrenamt
Die Deutsche Stiftung für Engagement und Ehrenamt (DSEE) ist eine Stiftung des öffentlichen Rechts des Bundes mit Sitz in Neustrelitz. Stiftungszweck ist die Stärkung und Förderung des bürgerschaftlichen Engagements und des Ehrenamtes insbesondere in strukturschwachen und ländlichen Räumen.

## Zweck
Der Stiftungszweck soll „primär durch Service-Angebote, die Bereitstellung von Informationen bei der Organisationsentwicklung (vor allem im Hinblick auf die Digitalisierung), die Vernetzung von Bund, Ländern, Kommunen, Wirtschaft und Zivilgesellschaft, die Förderung von Innovationen, die Stärkung von Strukturen in strukturschwachen und ländlichen Räumen sowie die begleitende Forschung“ erfüllt werden.

## Finanzierung
Die Stiftung ist ein gemeinsames Vorhaben des Bundesministeriums für Familie, Senioren, Frauen und Jugend (BMFSFJ), des Bundesministeriums des Innern, für Bau und Heimat (BMI) sowie des Bundesministeriums für Ernährung und Landwirtschaft (BMEL). Sie stellen zu gleichen Teilen das jährliche Budget der Stiftung in Höhe von 30 Millionen Euro zur Verfügung (zuzüglich Sondermittel während der Corona-Pandemie und dem Ankommen von Geflüchteten aus der Ukraine).

## Organe
Organe der Stiftung sind der Vorstand sowie der aus 19 Mitgliedern bestehende Stiftungsrat. Die Rechtsaufsicht obliegt dem Bundesministerium  für Familie, Senioren, Frauen und Jugend.
Zum Gründungs-Vorstand der neu errichteten Stiftung wurden 2020 Jan Holze und Katarina Peranić bestellt. Der Stiftungsrat bestellte 2023 beide Vorstände für eine zweite Amtszeit, die bis 2028 dauert.
Drei Fachbeiräte unterstützen die Arbeit der Stiftung: „Digital und Analog“, „Gesellschaftlicher Zusammenhalt“ und „Strukturstärkung“.

## Förderung
Seit ihrer Gründung hat die Stiftung 8.700 Vereine und andere Organisationen der Zivilgesellschaft mit 93,6 Millionen Euro gefördert (Stand August 2023). Zu den Unterstützungsprogrammen zählen transform_D, ZukunftsMUT, Mikroförderprogramm, 100xDigital, Engagiertes Land, FuturE, jung&engagiert und Ehrenamt hilft gemeinsam. Neben finanzieller Förderung sind häufig auch Qualifizierungsmaßnahmen und Vernetzungsaktivitäten Teil der Programme.
Die Stiftung fördert darüber hinaus die wissenschaftliche Beschäftigung mit Engagement und Ehrenamt. Auf die regelmäßigen Forschungsaufrufe können sich Forschungseinrichtungen bewerben, deren Arbeiten einen engen Praxisbezug aufweisen.

## Qualifizierung und Beratung
Die DSEE ist nicht als reine Förderstiftung tätig. Sie bietet auch kostenfreie Online-Seminare zu Themen an, die Engagierte und Ehrenamtliche bei ihrer Arbeit unterstützen sollen. Rund 12.000 Engagierte nutzen dieses Format jährlich.
Vereine können sich zudem kostenlos beraten lassen: in den Bereichen Fördermittel und Fundraising, rechtliche Fragen, Versicherungsschutz und IT.
Zur Qualifizierung der 16.000 Freiwilligen, die die UEFA EURO24 unterstützen, hat die Stiftung die Lernplattform Volunteer Akademie eingerichtet, die von der Bundesregierung gefördert wird.

## Anerkennungsformate
Seit 2024 richtet die DSEE den Deutschen Engagementpreis aus.
Mit dem Wettbewerb machen! ehrt die Stiftung zusammen mit dem Ostbeauftragten der Bundesregierung seit 2023 besonderes Engagement in Ostdeutschland.

## Hintergründe
Die Beschlussempfehlung und der Bericht des Ausschusses für Familie, Senioren, Frauen und Jugend verweisen auf die Ergebnisse des Vierten Deutschen Freiwilligensurveys 2014, dem zufolge 30 Millionen Menschen deutschlandweit freiwillig für das Gemeinwohl aktiv sind. Insbesondere in ländlichen Regionen sieht der Ausschuss diese Tätigkeiten als wichtig für den gesellschaftlichen Zusammenhalt an sowie als Beitrag zur Verwirklichung der Nachhaltigkeitsziele der Agenda 2030 der Vereinten Nationen (SDGs). Vor allem in strukturschwachen und ländlichen Regionen sei jedoch eine gezielte Förderung nötig.

## Kritik
Einige zivilgesellschaftliche Organisationen und Vereinigungen haben während des Gründungsprozesses die Befürchtung geäußert, dass mit der Stiftung unnötige Doppelstrukturen geschaffen würden. So forderte das Bündnis für Gemeinnützigkeit, die Stiftung überwiegend als Förderstiftung einzurichten. Eine Stiftung des Bundes, die selbst Service und Beratung für bürgerschaftliches Engagement anbiete, widerspreche dem Grundgedanken der sich selbst organisierenden Zivilgesellschaft. Diese Kritik teilten unter anderem ehemalige Mitglieder der Enquete-Kommission des Deutschen Bundestages „Zukunft des Bürgerschaftlichen Engagements“.

## Geschichte
Im Jahr 2018 wurde in der Koalitionsvereinbarung von SPD und CDU die Errichtung einer Bundesstiftung zur Stärkung des bürgerschaftlichen Engagements und Ehrenamts Eingang verankert. Rückenwind erhielt der Plan durch die Empfehlungen der Kommission „Gleichwertige Lebensverhältnisse“, die 2018 von der Bundesregierung eingesetzt wurde. Zu den zentralen Empfehlungen der Kommission zählte die Gründung der Stiftung. 
Zuvor war das Modell einer Ehrenamtsstiftung schon auf Landesebene umgesetzt worden. Das Land Thüringen baute 2002 die Thüringer Ehrenamtsstiftung auf und Mecklenburg-Vorpommern 2015 seine Ehrenamtsstiftung Mecklenburg-Vorpommern.
Die rechtsfähige Deutsche Stiftung für Engagement und Ehrenamt wurde durch das Gesetz zur Errichtung der Deutschen Stiftung für Engagement und Ehrenamt vom 25. März 2020 (BGBl. I S. 712) errichtet. Die Stiftung entstand durch Inkrafttreten des Gesetzes am Folgetag.